# Berufsbildende Schulen Hermann Beims

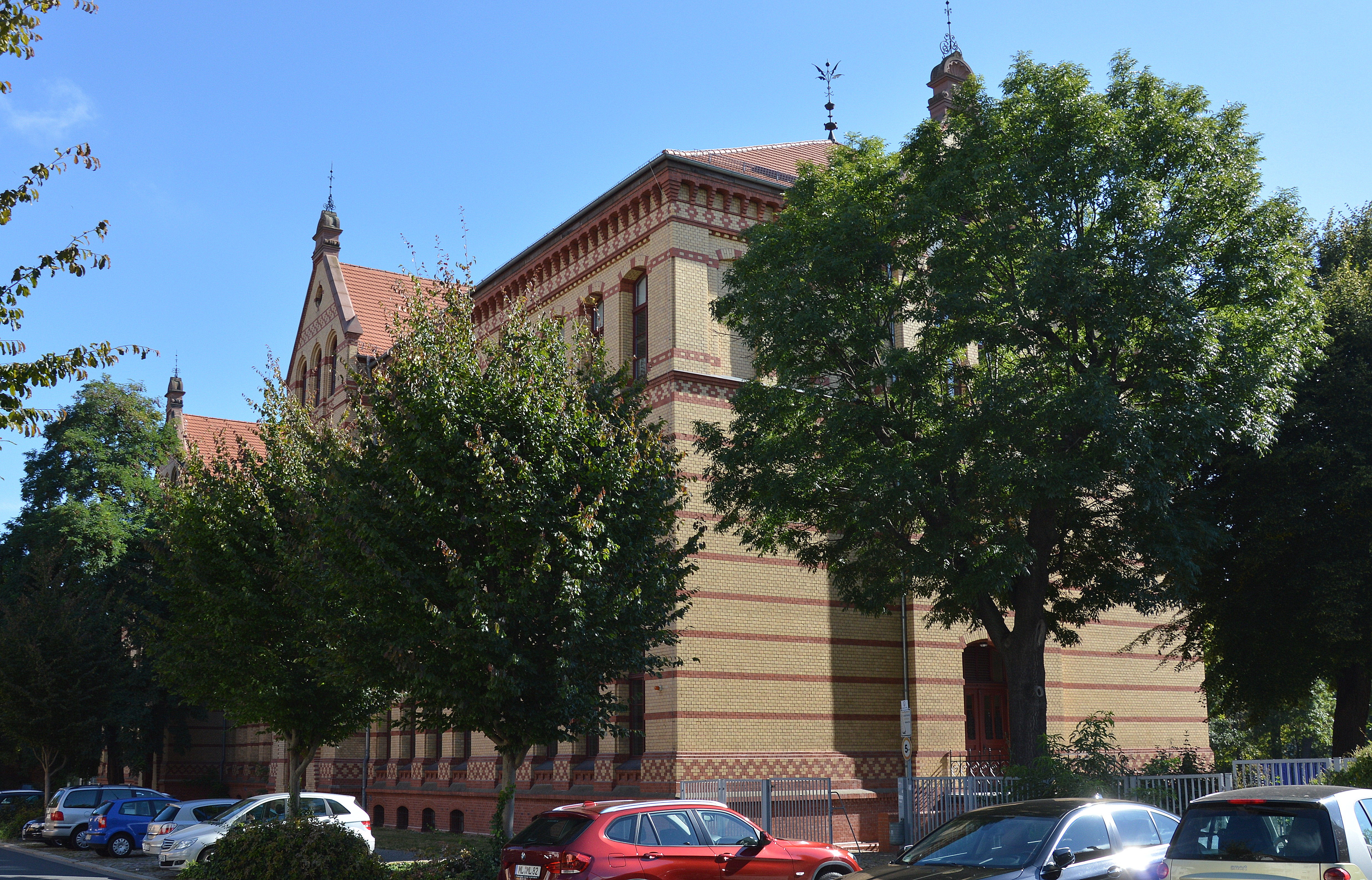
Berufsbildende Schulen Hermann Beims, Standort Salzmannstraße

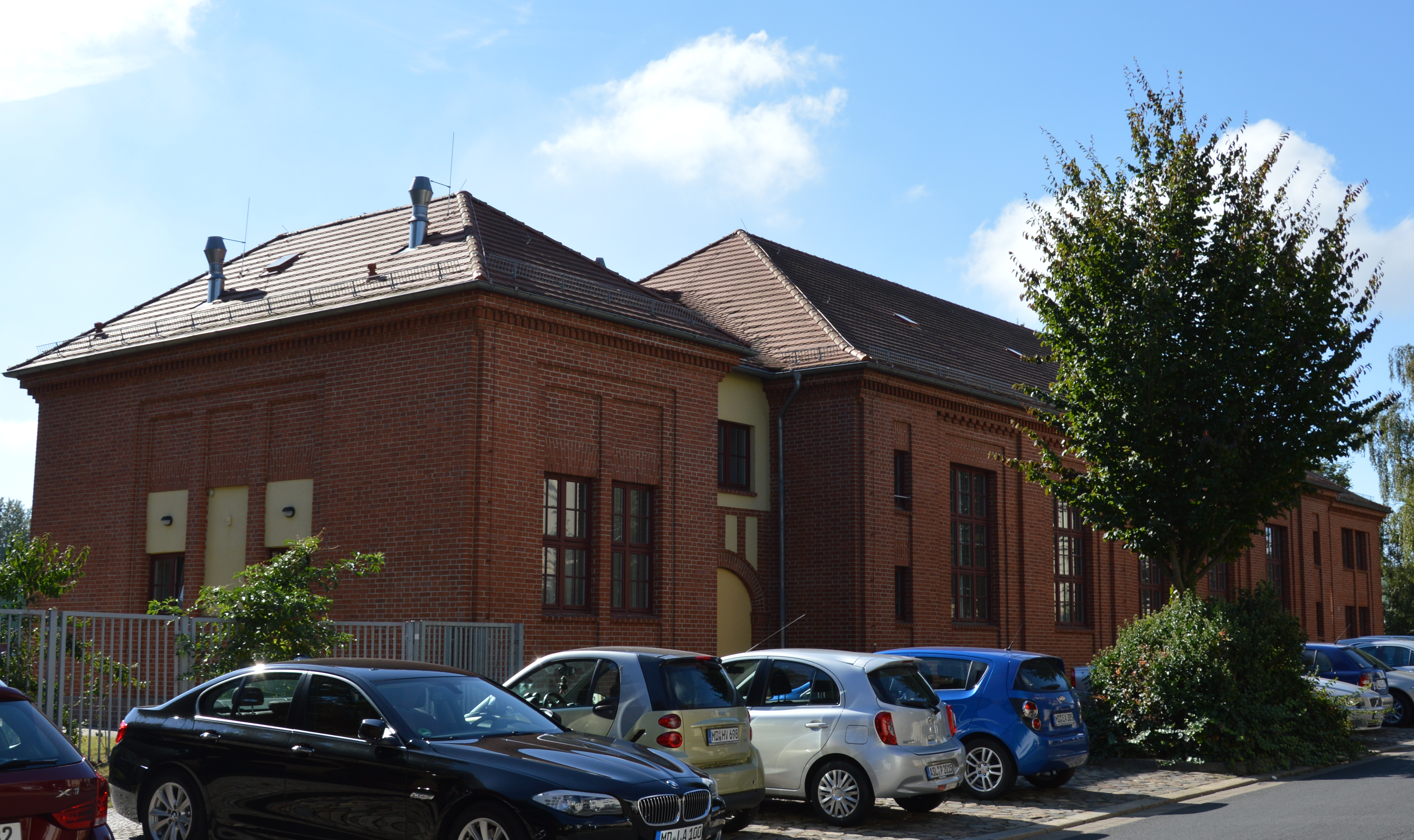
Turnhalle von 1912/13 in der Salzmannstraße

Die Berufsbildenden Schulen Hermann Beims sind eine Berufsschule in Magdeburg in Sachsen-Anhalt mit dem Ausbildungsschwerpunkt Gastronomie und Ernährung. Einige der genutzten Schulgebäude stehen unter Denkmalschutz. Benannt ist die Schule nach dem ehemaligen Magdeburger Oberbürgermeister Hermann Beims.

## Lage
Die Schule befindet sich an den Standorten Salzmannstraße 9 bis 15 im Stadtteil Sudenburg und Bodestraße 1 im Stadtteil Sudenburg. 

## Bildungsziele
Die Schule bietet unterschiedliche Ausbildungswege (Stand 2016) an. So dient sie vollzeitschulisch als Fachoberschule Ernährung und Hauswirtschaft zur Erreichung der Fachhochschulreife. Darüber hinaus bestehen Ausbildungen mit dem Ziel eines Berufsschulabschlusses zum Assistenten für Ernährung und Versorgung mit Schwerpunkt für Hauswirtschaft und Familienpflege und zur Kosmetikerin. Die Schule bietet die Absolvierung des Berufsgrundbildungsjahrs und des Berufsvorbereitungsjahrs an.
Im Rahmen der Dualen Ausbildung werden die Ausbildungsgänge zum Koch, Hotelfachmann, Restaurantfachmann, Fachmann für Systemgastronomie und Fachkraft im Gastgewerbe, Bäcker, Konditor, Fleischermeister, Fachverkäuferin Fleisch, Fachverkäuferin Bäckerei, Friseur, Hochbaufachwerker, Fachpraktikerin Hauswirtschaft, Werker Gartenbau (Fachrichtung Garten- und Landschaftsbau), Fachpraktiker Metallbau und Fachpraktiker Holzverarbeitung.

## Architektur und Geschichte
Der denkmalgeschützte Gebäudekomplex in der Salzmannstraße entstand in den Jahren 1888/89 und 1891 bis 1893 als 2. Sudenburger Volksmädchen- und Volksknabenschule. Die Planungen erfolgten durch den Stadtbaurat Otto Peters sowie den Stadtbauinspektor Emil Jaehn. Der Bau war durch das starke Ansteigen der Schülerzahlen erforderlich geworden. Vorausgegangen war bereits der Schulneubau in der Braunschweiger Straße.
Das langgestreckte Doppelschulhaus ist als dreigeschossiger gelber Ziegelbau ausgeführt. Der längsrechteckige Grundriss ist typisiert und findet sich in gleicher Form auch an anderen Schulen in Magdeburg. Der Bau ist symmetrisch gestaltet und in Nord-Süd-Richtung ausgerichtet. Die Fassade des Hauses wird horizontal durch rote Ziegelsteine gegliedert. Auch der Sockel sowie das Kranzgesims sind aus roten Steinen gemauert. Aus der Fassade treten zwei schmale viergeschossige Risalite hervor, in denen sich straßenseitig die ursprünglich als Haupteingänge genutzten Tore befinden. Die heute in der Praxis genutzten Eingänge befinden sich auf der straßenabgewandten Seite. Dort waren und sind in den Risaliten die Treppenaufgänge angeordnet. Die Risalite sind dort als halbe Achtecke ausgeführt. Die straßenseitigen Risalite tragen auf ihren Giebeln aus Sandstein gefertigte Bekrönungen mit Muschelornamenten im Stil der Neorenaissance. Hier sind die Jahreszahlen des jeweiligen Baubeginns 1888 und 1891 zu erkennen. Als Bekrönung bestehen jeweils mit Ornamenten versehene schmiedeeiserne Spitzen.
Die Fassade des Hauses besteht aus 26, in den oberen Geschossen aus 28 bzw. 30 Achsen. Die Fensteröffnungen sind als schmale Segmentbögen gestaltet. Der zwischen den Risaliten befindliche Gebäudeteil umfasst acht Achsen und springt etwas hinter die Bauflucht der anderen beiden Flügel zurück.
In jeder Hälfte des Schulhauses wurden 18 Klassenzimmer untergebracht. Darüber hinaus gab es ein Rektoren- und ein Lehrerzimmer. Weiterhin bestand ein Raum für Lehrmittel. In der nordwestlich des Schulhauses gelegenen Turnhalle wurde eine Wohnung für den Schuldiener eingerichtet. Außerdem wurde ein doppeltes Toilettenhaus errichtet.
Eine zweite Turnhalle entstand auf dem Gelände 1912/13 nach Plänen des Stadtbaurates Wilhelm Berner. Sie ist als roter Ziegelbau im Stil des Neoklassizismus erbaut. Die Fassade ist schlicht gestaltet und durch Zahnschnittfriese und abgestufte Wandflächen gegliedert. Der symmetrische Bau besteht aus drei Gebäudeteilen. Der mittlere Teil umfasst die eigentliche Turnhalle und verfügt über fünf Fensterachsen mit großen und seitlich hiervon jeweils eine Achse mit kleinen Fenstern. Im Inneren wurde eine Zuschauertribüne aufgestellt. Die kleineren Gebäudeteile an den Stirnseiten umfassen Umkleideräume und Toiletten sowie eine zweigeschossige Hausmeisterwohnung. An den Übergängen zwischen den Gebäudeteilen befinden sich die Eingänge. Auf der straßenabgewandten Seite ist ein kleiner von einem Dreiecksgiebel bekrönter Vorbau angefügt. Dort befindet sich ein weiterer Eingang sowie Räume zur Unterstellung von Geräten. Bedeckt ist der Bau von einem hohen Walmdach, das in Übergängen als Mansarde erstellt wurde. Gedeckt war es ursprünglich mit Schiefer.
Der Schulkomplex gilt als sozial- und kulturgeschichtlich bedeutend und zeigt die städtischen Bemühungen zum Ende des 19. Jahrhunderts die schulische, aber auch die hygienische und gesundheitliche Versorgung der Kinder zu verbessern.
Im örtlichen Denkmalverzeichnis ist der Gebäudekomplex unter der Erfassungsnummer 094 76758 als Schule verzeichnet.
Der Gebäudekomplex in der Schilfbreite entstand in der Zeit der DDR und steht nicht unter Denkmalschutz.